# Ivan Blaramberg
Ivan Blaramberg né Jean de Moret de Blaramberg est un archéologue et initiateur de musées en Russie impériale.
Né en 1772 dans les Flandre (Belgique) et mort en 1831 à Odessa. Après avoir servi dans l'armée hollandaise puis l'armée anglaise, il fouillait à partir de 1808, avec Paul Du Brux. Après de nombreuses fouilles dans la région de la mer Noire, il participait à la fondation du Musée d'histoire d'Odessa, du Musée d’archéologie de Kertch.